# Johann Baring
Johann Baring (Brema, 15 novembre 1697 – novembre 1748) è stato un imprenditore tedesco.
La sua decisione di stabilirsi definitivamente in Inghilterra iniziò la famiglia Baring sulla strada per diventare una delle principali società bancarie familiari al mondo.

## Biografia
Johann era il figlio postumo di Franz Baring, professore di teologia a Brema, morto quarantenne solo poche settimane prima della sua nascita, e di sua moglie, Rebecca Vogds, figlia di uno dei principali mercanti di lana di Brema. Dopo la morte prematura del padre, Johann crebbe dalla famiglia materna.

## Carriera
All'età di vent'anni Johann partì per l'Inghilterra per apprendere il commercio della lana a Exeter. Inizialmente aveva programmato di tornare a Brema dopo il suo apprendistato, ma decise di rimanere in Inghilterra, ottenendo la cittadinanza nel 1723 e anglicizzò il suo nome da Johann a John.

## Matrimonio
Sposò, 15 febbraio 1729, Elizabeth Vowler (1702–1766), figlia di John Vowler, un prospero droghiere di Exeter, che portò con sé una grande dote di £ 20.000 e senso degli affari per eguagliare quella del marito. Ebbero sette figli:
- John Baring (15 ottobre 1730-9 febbraio 1816);
- Thomas Vowler Baring (19 gennaio 1733-25 agosto 1758);
- Francis Baring (21 novembre 1736);
- Francis Baring (13 luglio 1737);
- Francis Baring, I baronetto Baring (18 aprile 1740-12 settembre 1810);
- Charles Baring (28 ottobre 1742-13 gennaio 1829), sposò Margaret Gould[1][2], ebbero nove figli;
- Elizabeth Baring (21 luglio 1744-23 febbraio 1809), sposò John Dunning, I barone Ashburton[3], ebbero due figli.

## Morte
Nel 1737 i Baring si trasferirono dalla città di Exeter e acquistarono come residenza di campagna Larkbeare House e trentasette acri di terra. Adiacente a Larkbeare c'era la tenuta del Mount Radford, che in seguito fu la residenza della famiglia. Poco prima della sua morte, Baring acquistò Lindridge House.
Morì nel novembre del 1748.